# 上海日本居留民团
上海日本居留民团为20世纪上半叶旅居上海的日本侨民的自治团体，兼有立法权和行政权，于1907年9月1日根据《居留民团法》（1905年3月7日大日本帝國政府颁布）成立。
根据《居留民团法》规定，居留于上海公共租界、上海法租界，以及租界界线2英里范围以内地域（包括浦东）的日本侨民，组成上海日本居留民团。因此，上海日本居留民团的行政管辖权及于上海三个行政区域内的所有日本侨民。
由居留民选举产生居留民会，再由居留民会选举产生居留民团行政委员会，负责居留民团的日常行政事务。
上海日本居留民团的大部分预算用于开设日侨学校，最著名者为位于北四川路北端的日本人寻常高等小学校。1920年代，又陆续增设了平凉路东部日本寻常小学校、靶子路（武进路）中部日本寻常小学校和胶州路西部日本寻常小学校。到1943年，上海日本居留民团一共兴办了18所学校，招收15000名学生。此外，上海日本居留民团还需要管理日本义勇队、墓地等。
旅居上海的日侨，大部分聚居在公共租界北区的吴淞路，以及越界筑路区域的北四川路北段一带。因此，上海居留民团的地址，虽然曾多次迁址，但始终位于该区。最初设于武昌路东本愿寺别院，1914年迁至文监师路（今塘沽路309号浦江电表厂）。1932年12月，迁至昆山路128号。1941年4月，再迁至福生路（今罗浮路）2号。
上海日本居留民团的基层组织是町内会。到1931年，町内会已经有56个。
上海日本居留民团参与配合了1932年和1937年在上海爆发的两次中日战争（一二八事变和八一三事变）。1931年九一八事变后，抵制日货运动在中国各地兴起，许多日本企业破产。上海日本居留民团召开会议，通过“严惩不道的支那”决议。1932年1月18日日僧事件发生后，数千日侨聚集在在文监师路上海日本居留民团门前，举行抗议活动，要求中国政府道歉并惩办凶手、赔偿损失，要求日本政府增派军队、保护侨民、消灭抗日运动。会后，1200多日本人沿北四川路北上，示威游行，捣毁华人商店和车辆。1月20日凌晨2时，浪人团体“上海青年同志会”成员前往三友实业社放火，引发混战，上海公共租界宣布戒严。1月28日一二八事变爆发后，日侨组织义勇后援会，协助构筑工事、派遣担架队、搜捕反日人士等活动。当时日本驻上海的特务机关长田中隆吉在战后审讯的时候，承认日僧事件是他和特务川岛芳子等人派打手冒充三友实业社工人造成的。